# Championnat d'Ukraine de futsal
 (janvier 2024).
Le Championnat d'Ukraine de futsal est une compétition de futsal opposant les meilleurs clubs ukrainiens de futsal. Le vainqueur se qualifie pour la Coupe de futsal de l'UEFA.

## Palmarès
| Saison    | Champion                    |
| 1993/1994 | Skif Kiev                   |
| 1994/1995 | Mekhanizator Dnipropetrovsk |
| 1995/1996 | Lokomotiv Odessa            |
| 1996/1997 | Lokomotiv Odessa            |
| 1997/1998 | Lokomotiv Odessa            |
| 1998/1999 | Interkas Kiev               |
| 1999/2000 | Interkas Kiev               |
| 2000/2001 | Unisport Budstar Kiev       |
| 2001/2002 | Chakhtior Donetsk           |
| 2002/2003 | Interkraz Kiev              |
| 2003/2004 | Chakhtior Donetsk           |
| 2004/2005 | Chakhtior Donetsk           |
| 2005/2006 | Chakhtior Donetsk           |
| 2006/2007 | Energia Lviv                |
| 2007/2008 | Chakhtior Donetsk           |
| 2008/2009 | Taim Lviv                   |
| 2009/2010 | Taim Lviv                   |
| 2010/2011 | Uragan Ivano-Frankivsk      |
| 2011/2012 | Energia Lviv                |
| 2012/2013 | Lokomotiv Kharkiv           |